# Villers-le-Tilleul
Villers-le-Tilleul är en kommun i departementet Ardennes i regionen Grand Est (tidigare regionen Champagne-Ardenne) i nordöstra Frankrike. Kommunen ligger  i kantonen Flize som ligger i arrondissementet Charleville-Mézières. År 2022 hade Villers-le-Tilleul 238 invånare.

## Befolkningsutveckling
Antalet invånare i kommunen Villers-le-Tilleul
Referens: INSEE